# Magdalena Gwizdoń
 (juin 2024).
Si vous disposez d'ouvrages ou d'articles de référence ou si vous connaissez des sites web de qualité traitant du thème abordé ici, merci de compléter l'article en donnant les références utiles à sa vérifiabilité et en les liant à la section « Notes et références ».
Magdalena Gwizdon, née le 4 août 1979 à Cieszyn, est une biathlète polonaise deux fois victorieuse en Coupe du monde. Sa carrière internationale s'étend sur plus de vingt-cinq ans depuis 1995 et elle prend part à quatre éditions des Jeux olympiques et dix-neuf des Championnats du monde.

## Carrière
Elle a démarré au niveau international en 1995, à l'âge de 16 ans, intégrant directement la Coupe du monde. Elle marque ses premiers points lors de sa quatrième saison dans l'élite, en 1999 et signe son premier top dix au sprint d'Oberhof, avec une huitième place. En 2000 à Zakopane, en Pologne, elle devient championne d'Europe du sprint, remportant sa première victoire internationale et obtient aussi la médaille de bronze à la poursuite. En 2003, elle monte sur son premier podium avec le relais mixte polonais à Ruhpolding. Elle obtient son premier podium individuel à l'individuel d'Holmenkollen en 2004, son deuxième podium à Turin dans un sprint en 2005, puis deux victoires en Coupe du monde en 2006 au sprint d'Östersund, où elle bat la tenante de la Coupe du monde Kati Wilhelm de 20 secondes et en 2013 au sprint de Sotchi, où elle bat la Slovaque championne olympique Anastasia Kuzmina de 10 secondes dans des conditions difficiles de neige et de vent. Elle signe ainsi ces deux succès individuels lors des deux saisons où elle obtient son meilleur classement général en Coupe du monde (16e en 2006-2007 et 15e en 2012-2013). Sa victoire de 2013 représente aussi son sixième et ultime podium individuel dans la Coupe du monde. Elle figure au classement final de la Coupe du monde durant vingt saisons consécutives de 1998 à 2018.
Gwizdon compte quatre participations aux Jeux olympiques entre 2006 et 2018. Son meilleur résultat individuel est une vingtième place au sprint de Turin en 2006.
Aux Jeux olympiques de Vancouver 2010, elle est au mieux 31e sur la poursuite en individuel. Le bilan est similaire en 2014 à Sotchi, où elle atteint la 32e place à l'individuel. En 2018 à Pyeongchang, elle se qualifie encore pour une poursuite (56e du sprint, puis 49e de la poursuite) et égale son meilleur classement en relais (établi en 2006) avec la septième position.
Son meilleur résultat aux Championnats du monde est une quatrième place en relais en 2016. Individuellement, elle obtient deux septièmes places en sprint en 2008 et 2015. La Polonaise a aussi remporté un titre aux Championnats du monde de biathlon d'été en 2010 au relais mixte, ainsi que deux médailles de bronze individuelles en 2010 et 2015. En 2015, elle gagne sa dernière course individuelle au niveau mondial sur l'IBU Cup à Idre.

## Palmarès

### Jeux olympiques
| Épreuve / Édition                | Individuel | Sprint | Poursuite | Départ en masse | Relais | Relais mixte                     |
| Jeux olympiques 2006 Turin       | 33e        | 20e    | 21e       | 29e             | 7e     | Épreuve inexistante à cette date |
| Jeux olympiques 2010 Vancouver   | 59e        | 35e    | 31e       | —               | 12e    | Épreuve inexistante à cette date |
| Jeux olympiques 2014 Sotchi      | 32e        | 40e    | 38e       | —               | 10e    | 14e                              |
| Jeux olympiques 2018 Pyeongchang | 83e        | 56e    | 49e       | —               | 7e     | 16e                              |

Légende :
- — : N'a pas participé à cette épreuve
- : épreuve non disputée lors de cette édition

### Championnats du monde
| Mondiaux \ Épreuve          | Individuel               | Sprint                   | Poursuite                | Départ en masse          | Relais                   | Relais mixte                     |
| 1999 Kontiolahti            | —                        | 30e                      | 35e                      | —                        | 7e                       | Épreuve inexistante à cette date |
| 1999 Oslo-Holmenkollen      | 48e                      | —                        | —                        | —                        | —                        | Épreuve inexistante à cette date |
| 2000 Oslo-Holmenkollen      | 13e                      | 64e                      | —                        | —                        | 12e                      | Épreuve inexistante à cette date |
| 2001 Pokljuka               | 25e                      | 29e                      | 40e                      | 29e                      | 15e                      | Épreuve inexistante à cette date |
| 2003 Khanty-Mansiïsk        | 18e                      | 57e                      | 45e                      | —                        | —                        | Épreuve inexistante à cette date |
| 2004 Oberhof                | 15e                      | 15e                      | 22e                      | 21e                      | 8e                       | Épreuve inexistante à cette date |
| 2005 Hochfilzen / Khanty-M. | 55e                      | 16e                      | 51e                      | 23e                      | 12e                      | 8e                               |
| 2006 Pokljuka               | Jeux olympiques de turin | Jeux olympiques de turin | Jeux olympiques de turin | Jeux olympiques de turin | Jeux olympiques de turin | 8e                               |
| 2007 Antholz-Anterselva     | 32e                      | 14e                      | 17e                      | 16e                      | 10e                      | —                                |
| 2008 Östersund              | 15e                      | 7e                       | 12e                      | 11e                      | 7e                       | —                                |
| 2009 Pyeongchang            | 40e                      | 76e                      | —                        | —                        | 6e                       | —                                |
| 2011 Khanty-Mansiïsk        | 74e                      | 32e                      | 32e                      | —                        | 9e                       | —                                |
| 2012 Ruhpolding             | 24e                      | 17e                      | 15e                      | 29e                      | 9e                       | —                                |
| 2013 Nové Město             | 18e                      | 12e                      | 12e                      | 27e                      | 9e                       | —                                |
| 2015 Kontiolahti            | 56e                      | 7e                       | 17e                      | 19e                      | 13e                      | 14e                              |
| 2016 Holmenkollen           | 12e                      | 55e                      | 30e                      | 23e                      | 4e                       | —                                |
| 2017 Hochfilzen             | 37e                      | 38e                      | 25e                      | —                        | 7e                       | —                                |
| 2019 Östersund              | —                        | 55e                      | 46e                      | —                        | 7e                       | 9e                               |
| 2020 Antholz-Anterselva     | —                        | 54e                      | 55e                      | —                        | 7e                       | —                                |

Légende :

 : épreuve inexistante

- : n'a pas participé à l'épreuve

### Coupe du monde
- Meilleur classement général : 15e en 2013.
- 6 podiums individuels : 2 victoires, 2 deuxièmes places et 2 troisièmes places.
- 2 podiums en relais : 2 troisièmes places.

#### Détail des victoires
| Saison / Épreuve | Individuel | Sprint    | Poursuite | Mass start | Total |
| 2006-2007        |            | Östersund |           |            | 1     |
| 2012-2013        |            | Sotchi    |           |            | 1     |
| Total            | 0          | 2         | 0         | 0          | 2     |

#### Classements en Coupe du monde
| Saison    | Classement général final | Individuel | Sprint | Poursuite                        | Mass start                       |
| 1995-1996 | nc                       | nc         | nc     | Épreuve inexistante à cette date | Épreuve inexistante à cette date |
| 1996-1997 | nc                       | nc         | nc     | nc                               | Épreuve inexistante à cette date |
| 1997-1998 | nc                       | nc         | nc     | nc                               | Épreuve inexistante à cette date |
| 1998-1999 | 50e                      | nc         | 42e    | 50e                              |                                  |
| 1999-2000 | 49e                      | -          | -      | -                                |                                  |
| 2000-2001 | 46e                      | 52e        | 39e    | 61e                              | 40e                              |
| 2001-2002 | 75e                      | 58e        | nc     | 66e                              |                                  |
| 2002-2003 | 35e                      | 32e        | 36e    | 43e                              | 37e                              |
| 2003-2004 | 23e                      | 26e        | 21e    | 21e                              | 30e                              |
| 2004-2005 | 26e                      | 23e        | 19e    | 40e                              | 35e                              |
| 2005-2006 | 35e                      | nc         | 29e    | 27e                              | 35e                              |
| 2006-2007 | 16e                      | 22e        | 8e     | 9e                               | 28e                              |
| 2007-2008 | 17e                      | 16e        | 19e    | 24e                              | 13e                              |
| 2008-2009 | 27e                      | 73e        | 19e    | 23e                              | 29e                              |
| 2009-2010 | 50e                      | 69e        | 48e    | 41e                              |                                  |
| 2010-2011 | 61e                      | 38e        | 73e    | 68e                              |                                  |
| 2011-2012 | 41e                      | 47e        | 41e    | 42e                              | 47e                              |
| 2012-2013 | 15e                      | 12e        | 11e    | 16e                              | 21e                              |
| 2013-2014 | 32e                      | 47e        | 30e    | 34e                              | 38e                              |
| 2014-2015 | 46e                      | 57e        | 42e    | 51e                              | 35e                              |
| 2015-2016 | 17e                      | 16e        | 19e    | 20e                              | 19e                              |
| 2016-2017 | 34e                      | 69e        | 25e    | 35e                              | 37e                              |
| 2017-2018 | 56e                      | nc         | 47e    | 59e                              |                                  |
| 2018-2019 | nc                       | nc         |        |                                  |                                  |
| 2019-2020 | nc                       | nc         | nc     | nc                               |                                  |
| 2020-2021 | nc                       |            | nc     |                                  |                                  |

### Championnats d'Europe
- Médaille d'or au sprint en 2000.
- Médaille de bronze à la poursuite en 2000.
- Médaille de bronze à l'individuel en 2007.

### Championnats du monde junior
- Médaille de bronze du relais en 1999.

### Championnats du monde de biathlon d'été
- Médaille d'or du relais mixte en 2010.
- Médaille de bronze de la poursuite en 2010.
- Médaille de bronze du sprint en 2015.
- Médaille de bronze du relais mixte en 2016.

### IBU Cup
- 1 victoire.